# Discografia dei The Byrds
La discografia dei Byrds è costituita da 12 album in studio, 3 album dal vivo, 6 EP, 29 singoli, e 47 raccolte.

## Album in studio
| 21 giugno 1965                                                    | Mr. Tambourine Man          | 6   | 7  |
| 6 dicembre 1965                                                   | Turn! Turn! Turn!           | 17  | 11 |
| 18 luglio 1966                                                    | Fifth Dimension             | 24  | 27 |
| 6 febbraio 1967                                                   | Younger Than Yesterday      | 24  | 37 |
| 15 gennaio 1968                                                   | The Notorious Byrd Brothers | 47  | 12 |
| 30 agosto 1968                                                    | Sweetheart of the Rodeo     | 77  | —  |
| 5 marzo 1969                                                      | Dr. Byrds & Mr. Hyde        | 153 | 15 |
| 10 novembre 1969                                                  | Ballad of Easy Rider        | 36  | 41 |
| 14 settembre 1970                                                 | (Untitled)                  | 40  | 11 |
| 3 giugno 1971                                                     | Byrdmaniax                  | 46  | —  |
| 17 novembre 1971                                                  | Farther Along               | 152 | —  |
| 7 marzo 1973                                                      | Byrds                       | 20  | 31 |
| "—" denota pubblicazioni non entrate in classifica o certificate. |                             |     |    |

## Album dal vivo
| 16 settembre 1970                                                 | (Untitled) (disc 1)                  | 40 | 11 |
| 22 febbraio 2000                                                  | Live at the Fillmore - February 1969 | —  | —  |
| 17 giugno 2008                                                    | Live at Royal Albert Hall 1971       | —  | —  |
| "—" denota pubblicazioni non entrate in classifica o certificate. |                                      |    |    |

## Compilation
- Le quattro compilation intitolate The Very Best of The Byrds (pubblicate nel 1983, 1997, 2006, e 2008) non sono lo stesso disco e contengono una diversa scaletta dei brani. Analogamente, le tre compilation intitolate The Byrds Play Dylan o The Byrds Play the Songs of Bob Dylan (pubblicate nel 1979, 2001, e 2002) non sono lo stesso disco e contengono una diversa scaletta dei brani.

| 7 agosto 1967                                                     | The Byrds' Greatest Hits                          | 6   | —  |
| 29 luglio 1969                                                    | Preflyte                                          | 84  | —  |
| 29 ottobre 1971                                                   | The Byrds' Greatest Hits Volume II #              | —   | —  |
| 10 novembre 1972                                                  | The Best of The Byrds: Greatest Hits, Volume II   | 114 | —  |
| 18 maggio 1973                                                    | History of The Byrds #                            | —   | 47 |
| 7 maggio 1976                                                     | Return of The Byrds                               | —   | —  |
| dicembre 1978                                                     | The Byrds                                         | —   | —  |
| novembre 1979                                                     | The Byrds Play Dylan                              | —   | —  |
| 8 agosto 1980                                                     | The Original Singles: 1965-1967, Volume 1         | —   | —  |
| febbraio 1982                                                     | The Original Singles: 1967-1969, Volume 2 #       | —   | —  |
| novembre 1983                                                     | The Very Best of The Byrds                        | —   | —  |
| settembre 1986                                                    | The Byrds Collection                              | —   | —  |
| 1º dicembre 1987                                                  | Never Before                                      | —   | —  |
| agosto 1988                                                       | In the Beginning                                  | —   | —  |
| 19 ottobre 1990                                                   | The Byrds                                         | 151 | —  |
| febbraio 1991                                                     | Full Flyte 1965-1970                              | —   | —  |
| 1991                                                              | Free Flyte                                        | —   | —  |
| 14 gennaio 1992                                                   | 20 Essential Tracks From The Boxed Set: 1965-1990 | —   | —  |
| 1995                                                              | Definitive Collection                             | —   | —  |
| maggio 1996                                                       | Nashville West                                    | —   | —  |
| 23 giugno 1997                                                    | The Very Best of The Byrds #                      | —   | —  |
| 21 luglio 1998                                                    | Super Hits                                        | —   | —  |
| 15 settembre 1998                                                 | Byrd Parts                                        | —   | —  |
| 18 luglio 2000                                                    | Sanctuary                                         | —   | —  |
| 19 dicembre 2000                                                  | Sanctuary II                                      | —   | —  |
| 28 maggio 2001                                                    | The Byrds Play the Songs of Bob Dylan             | —   | —  |
| novembre 2001                                                     | The Preflyte Sessions                             | —   | —  |
| 11 dicembre 2001                                                  | Sanctuary III                                     | —   | —  |
| 21 maggio 2002                                                    | Sanctuary IV                                      | —   | —  |
| 11 giugno 2002                                                    | The Byrds Play Dylan                              | —   | —  |
| 1º novembre 2002                                                  | The Columbia Singles '65-'67                      | —   | —  |
| 22 aprile 2003                                                    | The Essential Byrds                               | —   | —  |
| maggio 2003                                                       | Byrd Parts 2                                      | —   | —  |
| 22 settembre 2003                                                 | Mojo Presents...An Introduction to The Byrds #    | —   | —  |
| settembre 2004                                                    | Cancelled Flytes                                  | —   | —  |
| 26 aprile 2005                                                    | Another Dimension                                 | —   | —  |
| 31 gennaio 2006                                                   | America's Great National Treasure                 | —   | —  |
| giugno 2006                                                       | The Very Best of The Byrds #                      | —   | —  |
| 26 settembre 2006                                                 | There Is a Season                                 | —   | —  |
| 9 luglio 2007                                                     | A Collection #                                    | —   | —  |
| 21 ottobre 2008                                                   | Playlist: The Very Best of The Byrds              | —   | —  |
| 16 marzo 2009                                                     | Greatest Hits #                                   | —   | —  |
| 25 gennaio 2010                                                   | Eight Miles High: The Best of The Byrds #         | —   | —  |
| 28 giugno 2011                                                    | The Lost Broadcasts                               | —   | —  |
| 14 novembre 2011                                                  | The Complete Album Collection #                   | —   | —  |
| 27 dicembre 2011                                                  | Setlist: The Very Best of the Byrds Live          | —   | —  |
| 27 febbraio 2012                                                  | Preflyte Plus #                                   | —   | —  |
| "—" denota pubblicazioni non entrate in classifica o certificate. |                                                   |     |    |
| "#" denota uscite non U.S.                                        |                                                   |     |    |

## EP
La CBS Records pubblicò due EP dei Byrds in Gran Bretagna durante il 1966, con diverse tracce prese dai primi tre album del gruppo. Successivamente, nel 1971, la Columbia Records e la Scholastic Books pubblicarono un altro EP della band negli Stati Uniti. Ulteriori tre EP furono immessi sul mercato in Gran Bretagna tra il 1983 e il 1990 da varie etichette discografiche.
| febbraio 1966                                                     | The Times They Are a-Changin' | — | — |
| ottobre 1966                                                      | Eight Miles High              | — | — |
| 1971                                                              | The Byrds                     | — | — |
| settembre 1983                                                    | The Byrds                     | — | — |
| maggio 1989                                                       | Solid Gold                    | — | — |
| dicembre 1990                                                     | Four Dimensions               | — | — |
| "—" denota pubblicazioni non entrate in classifica o certificate. |                               |   |   |

## Singoli
| 7 ottobre 1964                                                    | Please Let Me Love You / Don't Be Long[A]                                | —   | —  | Non-album single            |
| 12 aprile 1965                                                    | Mr. Tambourine Man / I Knew I'd Want You                                 | 1   | 1  | Mr. Tambourine Man          |
| 14 giugno 1965                                                    | All I Really Want to Do/I'll Feel a Whole Lot Better                     | 40  | 4  | Mr. Tambourine Man          |
| 1º ottobre 1965                                                   | Turn! Turn! Turn! / She Don't Care About Time                            | 1   | 26 | Turn! Turn! Turn!           |
| 10 gennaio 1966                                                   | Set You Free This Time / It Won't Be Wrong                               | 63  | —  | Turn! Turn! Turn!           |
| 18 febbraio 1966                                                  | It Won't Be Wrong / Set You Free This Time[B]                            | —   | —  | Turn! Turn! Turn!           |
| 14 marzo 1966                                                     | Eight Miles High / Why                                                   | 14  | 24 | Fifth Dimension             |
| 13 giugno 1966                                                    | 5D (Fifth Dimension) / Captain Soul                                      | 44  | —  | Fifth Dimension             |
| 6 settembre 1966                                                  | Mr. Spaceman / What's Happening?!?!                                      | 36  | —  | Fifth Dimension             |
| 9 gennaio 1967                                                    | So You Want to Be a Rock 'n' Roll Star / Everybody's Been Burned         | 29  | —  | Younger Than Yesterday      |
| 13 marzo 1967                                                     | My Back Pages / Renaissance Fair                                         | 30  | —  | Younger Than Yesterday      |
| 22 maggio 1967                                                    | Have You Seen Her Face / Don't Make Waves[C]                             | 74  | —  | Younger Than Yesterday      |
| 13 luglio 1967                                                    | Lady Friend / Old John Robertson                                         | 82  | —  | Non-album single            |
| settembre 1967                                                    | Lady Friend / Don't Make Waves[D]                                        | —   | —  | Non-album single            |
| 20 ottobre 1967                                                   | Goin' Back / Change Is Now                                               | 89  | —  | The Notorious Byrd Brothers |
| April 2, 1968                                                     | You Ain't Going Nowhere / Artificial Energy                              | 74  | 45 | Sweetheart of the Rodeo     |
| 2 settembre 1968                                                  | I Am a Pilgrim / Pretty Boy Floyd                                        | —   | —  | Sweetheart of the Rodeo     |
| 7 gennaio 1969                                                    | Bad Night at the Whiskey / Drug Store Truck Drivin' Man                  | —   | —  | Dr. Byrds & Mr. Hyde        |
| 2 maggio 1969                                                     | Lay Lady Lay / Old Blue                                                  | 132 | —  | Non-album single            |
| 26 settembre 1969                                                 | Wasn't Born to Follow / Child of the Universe[E]                         | —   | —  | The Notorious Byrd Brothers |
| 1º ottobre 1969                                                   | Ballad of Easy Rider / Oil in My Lamp[F]                                 | 65  | —  | Ballad of Easy Rider        |
| 15 dicembre 1969                                                  | Jesus Is Just Alright / It's All Over Now, Baby Blue                     | 97  | —  | Ballad of Easy Rider        |
| 23 ottobre 1970                                                   | Chestnut Mare / Just a Season                                            | 121 | 19 | (Untitled)                  |
| 7 maggio 1971                                                     | I Trust (Everything Is Gonna Work Out Alright) / (Is This) My Destiny[G] | —   | —  | Byrdmaniax                  |
| 20 agosto 1971                                                    | Glory, Glory / Citizen Kane                                              | 110 | —  | Byrdmaniax                  |
| 29 novembre 1971                                                  | America's Great National Pastime / Farther Along                         | —   | —  | Farther Along               |
| 11 aprile 1973                                                    | Full Circle / Long Live the King                                         | 109 | —  | Byrds                       |
| 24 aprile 1973                                                    | Things Will Be Better / For Free[H]                                      | —   | —  | Byrds                       |
| giugno 1973                                                       | Cowgirl in the Sand / Long Live the King[I]                              | —   | —  | Byrds                       |
| 8 agosto 1975                                                     | Full Circle / Things Will Be Better[J]                                   | —   | —  | Byrds                       |
| "–" denota pubblicazioni non entrate in classifica o certificate. |                                                                          |     |    |                             |

Note
- A ^ Pubblicato a nome The Beefeaters.
- B ^ Ristampa solo UK del quarto singolo Columbia dei Byrds con i lati A e B invertiti.
- C ^ Have You Seen Her Face non venne pubblicata su singolo in Gran Bretagna.
- D ^ Edizione UK di Lady Friend con B-side differente.
- E ^ Edizione solo UK.
- F ^ Ballad of Easy Rider non venne pubblicata su singolo in Gran Bretagna.
- G ^ I Trust (Everything Is Gonna Work Out Alright) non venne pubblicata su singolo negli Stati Uniti.
- H ^ Things Will Be Better non venne pubblicata su singolo negli Stati Uniti.
- I ^ Edizione solo U.S.
- J ^ Ristampa solo UK.

## Fonti
- Johnny Rogan, The Byrds: Timeless Flight Revisited, Rogan House, 1998, ISBN 0-9529540-1-X.
- Christopher Hjort, So You Want To Be A Rock 'n' Roll Star: The Byrds Day-By-Day (1965-1973), Jawbone Press, 2008, ISBN 1-906002-15-0.
- Joel Whitburn, Top Pop Albums 1955-2001, Hal Leonard Corp, 2002, ISBN 0-634-03948-2.
- Joel Whitburn, Top Pop Singles 1955-2006, Record Research Inc, 2008, ISBN 0-89820-172-1.
- Tony Brown, The Complete Book of the British Charts, Omnibus Press, 2000, ISBN 0-7119-7670-8.
- Byrdmaniax Discography Pages, su users.skynet.be, Byrds Flyght. URL consultato il 13 gennaio 2010 (archiviato dall'url originale il 4 giugno 2011).
- The Byrds, su Chartstats.com. URL consultato il 13 gennaio 2010.
- The Byrds' chart data, su umdmusic.com, Ultimate Music Database. URL consultato il 13 gennaio 2010.